# Uli Brée
Uli Brée, eigentlich Ulrich Brée, (* 1964 in Dinslaken, Nordrhein-Westfalen) ist ein deutsch-österreichischer Drehbuchautor, Regisseur und Schauspieler.

## Leben
Uli Brée absolvierte im Anschluss an eine Clownausbildung an der School of Fools in Amsterdam eine Schauspielausbildung an der Schauspielschule Krauss in Wien. Im Jahr 1986 gründete er  gemeinsam mit Klaus Pieber und Bernhard Sordian die Kabarettgruppe Statt-Theater, welcher ab 1989 die Kabarettistin und Schauspielerin Andrea Händler angehörte. Mit Bernhard Sordian verfasste er das Kabarettprogramm Männer-Schmerzen, mit Klaus Pieber die Frauen-Schmerzen. Seit 1995 arbeitet er unter anderem für den ORF und ist gemeinsam mit Rupert Henning Autor zahlreicher Drehbücher für Filme und Fernsehserien wie Vier Frauen und ein Todesfall. Uli Brée hat die Figur der Bibi Fellner im österreichischen Tatort entwickelt. Ab 2015 schrieb er die Drehbücher zur ORF-Serie Vorstadtweiber.
Der 100. Geburtstag des Steiff-Teddybären wurde 2002 mit der Welturaufführung des Musicals Teddy – ein musikalischer Traum von Uli Brée in Giengen gefeiert. Brée übernahm auch die künstlerische Beratung bei der Planung des Steiff Museums. Gemeinsam mit dem Illustrator Michael Schober hat er 2006 und 2007 drei Kinderbücher der Reihe Mein Freund Knopf verfasst.
Brée lebt (2014) mit seinen Kindern in Mieming in Tirol.
Anfang 2018 wurde ihm die österreichische Staatsbürgerschaft verliehen. Im März 2018 feierte das Staatstheater-Stück Schwindelfrei – 13 Weibergeschichten nach der Textvorlage von Uli Brée im Innsbrucker Treibhaus Premiere. Zur Serie Aus die Maus (2021) von ServusTV mit Nina Proll schrieb er nicht nur die Drehbücher, sondern führte auch Regie. Für die Tiroler Volksschauspiele in Telfs unter Intendant Gregor Bloéb schrieb er für das Werk 7 Todsünden das Segment Völlerei, das bei der Uraufführung im Juli 2023 von Lisa Hörtnagl interpretiert wurde. 2024 veröffentlichte er im Ueberreuter-Verlag mit Jugendsünden und Klapperstorch zwei Krimis aus der Reihe Liesl von der Post, die auch für ServusTV verfilmt wurden.

## Filmografie (Auswahl)

### Als Drehbuchautor
- 1995: Die kranken Schwestern (Fernsehserie; Drehbuch gemeinsam mit Rupert Henning)
- 1999: Geliebte Gegner (Film; Drehbuch gemeinsam mit Rupert Henning)
- 2001: Zwei unter einem Dach (Film; Drehbuch gemeinsam mit Rupert Henning)
- 2000: Die Ehre der Strizzis (Film; Drehbuch gemeinsam mit Rupert Henning)
- 2002: Brüder (Film; Drehbuch gemeinsam mit Rupert Henning)
- 2003: Brüder II (Film; Drehbuch gemeinsam mit Rupert Henning)
- seit 2005: Vier Frauen und ein Todesfall (Fernsehserie); Drehbuch gemeinsam mit Wolf Haas, Rupert Henning und Annemarie Mitterhofer
- 2006: Brüder III – Auf dem Jakobsweg (Film; Drehbuch gemeinsam mit Rupert Henning)
- 2006: Donna Roma, (Fernsehserie; Drehbuch gemeinsam mit Birgit Grosz und Jürgen Pomorin)
- 2007: Der schwarze Löwe (Film; Drehbuch gemeinsam mit Rupert Henning)
- 2008: Polly Adler (Fernsehserie)
- 2008: Unter Strom (Film; Drehbuch gemeinsam mit Zoltan Paul)
- 2010: Der Täter (Fernsehfilm, Drehbuch gemeinsam mit Rupert Henning)
- 2010: Die Spätzünder (Film; Drehbuch, gemeinsam mit Gabriel Castañeda Senn)
- 2010: Vitasek? (Fernsehserie)
- 2010: Liebe und andere Delikatessen
- 2011: Tatort – Vergeltung
- 2011: Tatort – Ausgelöscht
- 2011: Die Schatten, die dich holen
- 2011: Die Abstauber
- 2012: So wie du bist
- 2012: Meine Tochter, ihr Freund und ich (Film; Drehbuch gemeinsam mit Gabriel Castañeda Senn)
- 2013: Alles Schwindel (Fernsehfilm, Drehbuch gemeinsam mit Rupert Henning)
- 2013: Die Spätzünder 2 – Der Himmel soll warten
- 2013: Paul Kemp – Alles kein Problem (gemeinsam mit Klaus Pieber)
- 2014: Die Steintaler – von wegen Homo sapiens
- 2014: Tatort – Abgründe
- 2014: Tatort – Paradies
- 2014: Lost & Found – Liebe im Gepäck (Eine Handvoll Briefe) (Fernsehfilm)
- seit 2015: Vorstadtweiber
- 2015: Der Kotzbrocken (Fernsehfilm)
- 2016: Tatort – Sternschnuppe
- 2016: Pokerface – Oma zockt sie alle ab
- 2017: Tatort – Wehrlos
- 2017: Für dich dreh ich die Zeit zurück
- 2018: Unzertrennlich nach Verona
- 2019: Wie ich lernte, bei mir selbst Kind zu sein (gemeinsam mit Rupert Henning)
- 2019: Tatort – Glück allein
- 2019: Wenn’s um Liebe geht (Fernsehfilm)
- 2020: Der Liebhaber meiner Frau (Fernsehfilm)
- 2020: Wer einmal stirbt, dem glaubt man nicht (Fernsehfilm)
- 2020: Alle Nadeln an der Tanne (Fernsehfilm; Drehbuch gemeinsam mit Rupert Henning)
- 2021: Faltenfrei (Fernsehfilm)
- 2021: Aus die Maus (Fernsehserie)
- 2021: Tatort – Alles kommt zurück
- 2024: Biester (Fernsehserie)
- 2024: Ungeschminkt (Fernsehfilm)
- 2024: Engel mit beschränkter Haftung (Fernsehfilm)
- 2024: Die Liesl von der Post – Jugendsünden (Fernsehreihe)
- 2024: Die Liesl von der Post – Klapperstorch (Fernsehreihe)

### Als Schauspieler
- 1995: Der Schatztaucher
- 2000: Die Ehre der Strizzis
- 2001: Herzensfeinde
- 2004: Erbin mit Herz
- 2007: Vier Frauen und ein Todesfall – Kopfüber
- 2010: Die Spätzünder
- 2011: New York November

### Als Regisseur
- 2021: Aus die Maus (Fernsehserie)

## Bücher
- 2006: Mein Freund Knopf und die Geschichte, wie man Freunde findet, Illustrationen von Michael Schober, Verlag Thienemann-Esslinger. ISBN 978-3-480-22215-5
- 2006: Mein Freund Knopf und die Geschichte von den magischen Briefen, Illustrationen von Michael Schober, Verlag Thienemann-Esslinger. ISBN 978-3-480-22139-4
- 2007: Mein Freund Knopf erzählt Freundschaftsgeschichten, Illustrationen von Michael Schober, Verlag Thienemann-Esslinger. ISBN 978-3-480-22275-9
- 2016: Vorstadtweiber – Am Anfang war die Lüge: Wie alles begann. Roman. Residenz-Verlag, Salzburg 2016, ISBN 978-3-7017-1675-3
- 2017: Schwindelfrei – Frauen sind gar nicht so, sie sind ganz anders; 26 aufrichtige Weibergeschichten, Residenz-Verlag, Salzburg 2017, ISBN 978-3-7017-1689-0 / ISBN 978-3-7017-4556-2
- 2021: Du wirst mich töten, Roman, Amalthea Signum, Wien 2021, ISBN 978-3-99050-206-8
- 2024: Jugendsünden: Die Liesl von der Post, Carl Ueberreuter Verlag, Wien 2024, ISBN 978-3-8000-9023-5[14]
- 2024: Klapperstorch: Die Liesl von der Post, Carl Ueberreuter Verlag, Wien 2024, ISBN 978-3-8000-9024-2

## Auszeichnungen und Nominierungen
- 2000: Romy für das beste Buch (gemeinsam mit Rupert Henning) für Ach Baby, ein Baby!
- 2008: Fernsehpreis der Österreichischen Erwachsenenbildung für Der schwarze Löwe (gemeinsam mit Rupert Henning und Wolfgang Murnberger)[15]
- 2010: Romy für das beste Drehbuch für Live Is Life – Die Spätzünder
- 2012: Nominierung für den Grimme-Preis 2012 für die Episode Ausgelöscht der Krimiserie Tatort
- 2012: Fernsehpreis der Österreichischen Erwachsenenbildung für So wie du bist (gemeinsam mit Wolfgang Murnberger)[15]
- 2018: Bester Autor bei den Seoul International Drama Awards für Für dich dreh ich die Zeit zurück (gemeinsam mit Klaus Pieber)[16][17]
- 2020: Nominierung für eine Romy in der Kategorie Bestes Buch Kinofilm für Wie ich lernte, bei mir selbst Kind zu sein (gemeinsam mit Rupert Henning)[18]
- 2022: Leo-Perutz-Preis für Du wirst mich töten[19][20]